# Séamus Herron
Séamus Herron (* 11. Juni 1934 in Belfast) ist ein ehemaliger irischer Radrennfahrer.

## Sportliche Laufbahn
Herron war im Straßenradsport aktiv. Er war Teilnehmer der Olympischen Sommerspiele 1960 in Rom. Dort startete er im olympischen Straßenrennen und schied beim Sieg von Wiktor Kapitonow aus.